# Пригов, Дмитрий Александрович
 Дми́трий Алекса́ндрович При́гов (5 ноября 1940[…], Москва — 16 июля 2007[…], Москва) — русский поэт, художник-график, скульптор. Один из основоположников московского концептуализма в искусстве и литературном жанре (поэзия и проза).

## Биография
Родился 5 ноября 1940 в семье этнических немцев; отец — инженер, мать — пианистка. Из-за немецкого происхождения родители в 1941 году были вынуждены сменить национальность и родовую фамилию Пригоф (нем. Priehoff) на Пригов. Дмитрий Пригов, позже подолгу живший в Германии, по замечанию близко его знавшего Игоря Смирнова, так и не заговорил на немецком языке.
По окончании средней школы работал некоторое время на заводе слесарем. Потом учился в Московском высшем художественно-промышленном училище им. Строганова (1959—1966). По образованию скульптор.
В 1966—1974 годах работал при архитектурном управлении Москвы.
В конце 1960 — начале 1970-х годов идейно сблизился с художниками московского андерграунда. В 1975 году был принят в члены Союза художников СССР. Однако в СССР до 1987 года официально не выставлялся. 
С 1989 года — участник московского Клуба авангардистов (КЛАВА).
Стихи сочинял с 1956 года. До 1986 года на родине не печатался. До этого времени неоднократно печатался за границей с 1975 года в русскоязычных изданиях: в газете «Русская мысль», журнале «А — Я», альманахе «Каталог».
В 1986 году после одного из уличных выступлений был принудительно направлен на лечение в психиатрическую клинику, откуда его освободили благодаря вмешательству известных деятелей культуры внутри и вне страны.
Впервые участвовал в выставке в СССР в 1987 году: его работы были представлены в рамках проектов «Неофициальное искусство» (Выставочный зал Красногвардейского района, Москва) и «Современное искусство» (Выставочный зал на Кузнецком мосту, Москва). В 1988 году у него состоялась первая персональная выставка в США — в чикагской галерее Струве. Впоследствии его работы многократно показывались в России и за её пределами, в частности, в Германии, Венгрии, Италии, Швейцарии, Великобритании, Австрии.
Первый поэтический сборник Пригова — «Слёзы геральдической души» — вышел в 1990 году в издательстве «Московский рабочий». В дальнейшем опубликовал книги стихов «Пятьдесят капелек крови», «Явление стиха после его смерти» и прозы — «Только моя Япония», «Живите в Москве».
Автор большого числа текстов, графических работ, коллажей, инсталляций, перформансов. Неоднократно выставлялся, снимался в кино, участвовал в музыкальных проектах. Одним из таких проектов стала «организованная из московских художников-авангардистов» пародийная рок-группа «Среднерусская Возвышенность». Участники группы, по их утверждениям, брались доказать, что в русском роке музыкальная составляющая не имеет никакого значения и что слушатели всего лишь реагируют на ключевые слова в тексте. С 1993 по 1998 год неоднократно выступал с рок-группой «НТО Рецепт», которая в своём творчестве использовала его тексты.
Ведущие лирические образы поэтики Пригова — «милицанер» и абстрактный «он». Лирические герои смотрят на мир глазами советского обывателя. Вдохновением для цикла про «милицанера» стала жизнь в московском спальном районе Беляево, в доме близ МГУ МВД. В 2003 году Пригов провёл вместе с Сергеем Никитиным прогулку-диалог «Литературное Беляево», показывая видовые и содержательные для своего творчества точки этого места. Главными прозаическими текстами Пригова являются две части незавершённой трилогии, в которой автор использует три традиционных жанра западного письма: автобиографию (в романе «Живите в Москве») и записки путешественника (в романе «Только моя Япония»). Третий роман задумывался в жанре исповеди.
Общее количество стихотворных работ Пригова — свыше тридцати пяти тысяч. С 2002 года вместе со своим сыном Андреем и его женой Наталией Мали участвовал в группе акционного искусства Prigov Family Group.
Скончался в ночь на 16 июля 2007 года в 23-й московской больнице вследствие осложнений после инфаркта. Похоронен в Москве на Новом Донском кладбище.
15 мая 2007 года, всего за 2 месяца до смерти, принял участие в программе «Сто к одному» (он был капитаном команды «Художники Москвы», в составе которой также были Анатолий Осмоловский, Олег Кулик, Анна Броше и Владимир Дубосарский); выпуск вышел в эфир телеканала «Россия» 16 сентября того же года.
Жена и хранительница наследия — Надежда Георгиевна Пригова (урожд. Бурова, 1940—2024), родилась в Тяньцзине, скончалась в Москве.

## Критика
Французский славист Режис Гейро, сравнивая поэзию Пригова с поэзией русского футуризма, говорил о первой:
…Я написал [в газете «Русская мысль»] рецензию на <…> издание МГУ, посвящённое альтернативной поэзии. Там были, кажется, первые публикации Пригова и Рубинштейна. Составители сборника выдавали эти тексты за что-то радикальное, но я после занятий русским футуризмом ничего радикального не увидел.
Российские литературные критики Ольга Бараш и Александр Тарасов подвергали творчество Пригова жёсткой критике.
Как, в конце концов, если не национальным позором, можно назвать ситуацию, в которой столпом литературно-художественного авангарда провозглашается Пригов, который «на полном серьёзе» объясняет всем и каждому, что его «проект» по написанию 2000 стихотворений к 2000 году (так что приходится печь стихи как грибы — иногда больше чем по десятку в день) — это «концептуальный акт»?

## Общественная позиция
В 1996 году был среди деятелей культуры и науки, призвавших российские власти остановить войну в Чечне и перейти к переговорному процессу.

## Участие в организациях
- Член СХ СССР (1975).
- СРП (сентябрь 1991).
- Русский ПЕН-центр (1991).
- Был членом редколлегии альманаха «Вестник новой литературы».

## Премии
- Пушкинская премия фонда А. Тепфера, Гамбург (1993).
- стипендиат Академии искусств Германии (ДААД, Немецкой службы академических обменов).
- премия им. Бориса Пастернака (2002), номинация «Артист в силе».

## Персональные выставки
- 2003 — «Мягко». Галерея Петра Войса, Москва.
- 2006 — «Монстрология». Галерея Петра Войса, Москва.
- 2008 — «Граждане! Не забывайтесь, пожалуйста!». Московский музей современного искусства, Москва.
- 2011 — «Дмитрий Пригов: Дмитрий Пригов». Государственный Эрмитаж, в рамках 54-й Венецианской биеннале современного искусства, Венеция.
- 2014 — «Дмитрий Пригов. От ренессанса до концептуализма и далее». Государственная Третьяковская галерея, Москва.
- 2015 — «Дмитрий Пригов: в диалоге с авангардом. К 75-летию со дня рождения». Государственный Русский музей.
- 2017 — «Пригов. Москвадва». Центр Гиляровского, Москва.

## Фильмография (актёр)
- 1990 — Такси-блюз
- 1998 — Хрусталёв, машину!
- 2002 — Шоссе Энтузиастов

## Дискография
- 2002 — Сергей Летов, Алексей Борисов, Д. А. Пригов. Концерт в О. Г. И. «Отделение Выход»
- 2002 — Три О и один Д. А. Пригов. «ХОР Рекордз»
- 2007 — Дмитрий Александрович Пригов. Избранное. Читает автор. «1С»

### Книги, альманахи
- Стихограммы. — Париж: А-Я, 1985. — 32 с.
- Слёзы геральдической души. — М.: Московский рабочий, 1990. — 40 с., 5 000 экз. — ISBN 5-239-00991-0
- Пятьдесят капелек крови. — М.: Текст, 1993. — 112 с., 3 000 экз. — ISBN 5-87106-088-9.
- Явление стиха после его смерти. — М.: Текст, 1995. — 110 с., 2500 экз. — ISBN 5-7516-0049-5.
- Запредельные любовники: Тексты. — М.: АРГО-РИСК, 1995. — 16 с., 100 экз. — ISBN 5-900506-19-3.
- Сборник предуведомлений к разнообразным вещам. — М.: Ad Marginem, 1996. — 304 с., 1000 экз. — ISBN 5-88059-019-4.
- Обращения к народу. — М.: ИЦ Гарант, 1996. — 80 c., 385 экз.
- Написанное с 1975 по 1989. — М.: Новое литературное обозрение, 1997. — 288 с. — ISBN 5-86793-028-9.
- Советские тексты. — СПб: Издательство Ивана Лимбаха, 1997. — 272 с., 3000 экз. — ISBN 5-89059-011-1.
- Подобранный Пригов. — М.: Издательство РГГУ, 1997. — 262 с., 1 000 экз.
- Евгений Онегин Пушкина. — СПб: Красный матрос, 1998. — 56 с.; 2-е изд. СПб: Красный матрос, 2000. — 56 с., 500 экз.
- Написанное с 1990 по 1994. — М.: Новое литературное обозрение, 1998. — 288 с. — ISBN 5-86793-041-6.
- Личное дело №: Литературно-художественный альманах. М.: В/О «Союзтеатр», 1992. С. 39—45, 199—206 (стихи). С. 138—139, 141—142 (художественные работы)[17].
- Личное дело—2: Художественно-поэтический сборник. М.: НЛО, 1999. С. 135— 149 (циклы «Лирические портреты литераторов» и «Ты помнишь, мама»), с. 199—203 (прозаический фрагмент «И это все происходило при мне» [отрывок из романа «Живите в Москве»])
- Русская поэзия. XX век. Антология. — Под редакцией В. А. Кострова. [Д. Пригов; биб. справ. — C. 735—736. (Стихи)]. — М.: ОЛМА—ПРЕСС, 1999. — 926 с.; В пер.; ил.; 11 000 экз. — ISBN 5-224-00134-X
- Живите в Москве. Рукопись на правах романа. — М.: Новое литературное обозрение, 2000. — 352 с., 3000 экз. — ISBN 5-86793-100-5.
- Только моя Япония (непридуманное). — М.: Новое литературное обозрение, 2001. — 320 с., 5000 экз. — ISBN 5-86793-134-X.
- Исчисления и установления. Стратификационные и конвертационные тексты. — М.: Новое литературное обозрение, 2001. — 320 с. — ISBN 5-86793-161-7.
- Дитя и смерть. — М.: Логос, 2002. — 144 с., 500 экз. — ISBN 5-8163-0035-0.
- Неложные мотивы: Стихи. — М.: АРГО-РИСК; Тверь: KOLONNA Publications, 2002. — 88 с., 300 экз. — ISBN 5-94128-069-6.
- Книга книг. Избранные. — М.: Зебра Е; ЭКСМО, 2002. — 640 с., 4000 экз. — ISBN 5-94663-028-8.
- Три грамматики. — М.: Логос-Альтера, 2003. — 128 с., 1 000 экз. — ISBN 5-98378-005-0.
- Ренат и Дракон (романтическое собрание отдельных прозаических отрывков). — М.: Новое литературное обозрение, 2005. — 640 с., 2000 экз. — ISBN 5-86793-366-0.
- Пригов Д. А., Шаповал С. И. Портретная галерея Д.А.П. — М.: Новое литературное обозрение, 2003. — 168 с. — ISBN 5-86793-250-8.
- Разнообразие всего. — М.: ОГИ, 2007. — 288 с., 2000 экз. — ISBN 978-5-94282-392-4.
- Катя китайская (чужое повествование). — М.: Новое литературное обозрение, 2007. — 240 с., 1 500 экз. — ISBN 978-5-86793-554-2.
- Граждане! Не забывайтесь, пожалуйста! Работы на бумаге, инсталляция, книга, перформанс, опера и декламация. Каталог выставки / Сост. Е. Дёготь. — М.: Московский музей современного искусства; Новое литературное обозрение, 2008. — 272 с., 1000 экз. — ISBN 978-5-86793-618-1.
- Живите в Москве. Рукопись на правах романа. 2-е изд. — М.: Новое литературное обозрение, 2009. — 352 с., 2 000 экз. — ISBN 978-5-86793-662-4.
- Ренат и Дракон (романтическое собрание отдельных прозаических отрывков). 2-е изд. — М.: Новое литературное обозрение, 2011. — 640 с. — 1500 экз. ISBN 978-5-86793-907-6
- Монады. Собрание сочинений в 5-ти т. / Ред-сост. М. Липовецкий. — М.: Новое литературное обозрение, 2013. — 780 с., 3000 экз. — ISBN 978-5-4448-0036-2 (т. 1); ISBN 978-5-4448-0035-5.
- Двадцать один разговор и одно дружеское послание / Сост., вступление, интервью С. Шаповала. — М.: Новое литературное обозрение, 2014. — 264 с. — ISBN 978-5-4448-0169-7.

### Собрание сочинений
- Дмитрий Александрович Пригов Собрание сочинений в пяти томах. — Автор проекта Ирина Прохорова. — М.: Новое литературное обозрение, 2013—2019. — ISBN 978-5-4448-0035-5
  - I том. — Монады: Как-бы- искренность. — М.: Новое литературное обозрение, 2013. / ред.-сост. М. Липовецкий. — 780 с.: ил. — 3000 экз. — ISBN 978-5-4448-0036-2 (т. 1)
  - II том. — Москва: Вирши на каждый день. — М.: Новое литературное обозрение, 2016. / Куратор проекта М. Липовецкий; ред.-сост. Б. Обермайр, Г. Витте. — М.: Новое литературное обозрение, 2016. — 952 с.: ил. — 2000 экз. — ISBN 978-5-4448-0037-9 (т. 2)
  - III том. — Монстры: Чудовищное/Трансцендентное. — М.: Новое литературное обозрение, 2017. — 950 с.: ил. цв. ил.: — 2000 экз. — ISBN 978-5-4448-0038-6 (т. 3)
  - IV том. — Места: Своё/Чужое. — М.: Новое литературное обозрение, 2019. / Куратор проекта М. Липовецкий; ред.-сост. М. Липовецкий, Ж. Галиева. — 1160 с.: ил. — 1000 экз. — ISBN 978-5-4448-0039-3 (т. 4)
  - V том. — Мысли: Избранные манифесты, статьи, интервью. — М.: Новое литературное обозрение, 2019. / Куратор проекта М. Липовецкий; ред.-сост. И. Кукулин,  М. Липовецкий. — 792 с.: ил.: — 1000 экз. — ISBN 978-5-4448-0040-9 (т. 5)

Подробная библиография: Указатель литературных, визуальных, театральных, кинематографических и иных работ Д.А. Пригова / Сост. И. Ахметьев, Е. Дёготь, А. Урицкий, И. Кукулин, Д. Голынко-Вольфсон; Хронология машинописных «книжечек», хранящихся в домашнем архиве Д.А. Пригова / Подг. Т. Егорова, Д. Голынко-Вольфсон. // Неканонический классик: Дмитрий Александрович Пригов (1940—2007): Сб. статей и материалов. — М.: Новое литературное обозрение, 2010. С. 711—769.